# Uruguay világörökségi helyszínei
Uruguay területéről 2021. augusztusig három helyszín került fel a világörökségi listára, hat helyszín a javaslati listán várakozik a felvételre. 
| | Colonia del Sacramento történelmi negyede |
| 1995 |                                           |
| Kulturális (IV) |                                           |
| Védett terület: 19 ha, puffer zóna: 57 ha, hivatkozás: 747 |                                           |
| A Río de la Plata mellett egy stratégiailag fontos helyen fekvő Colonia del Sacramento Uruguay legrégebbi települése. A várost a portugálok alapították 1680-ban, városképén a portugál, a spanyol és az uruguayi építészeti stílusok keveredése figyelhető meg. 1704 és 1705 között a spanyol örökösödési háború alatt a spanyolok lerombolták, de a portugálok szinte azonnal elkezdték újjáépítését. Fekvése miatt folyamatos területi vitákat váltott ki amelyek során többször is komoly károkat szenvedett. Közben Sacramento fokozatosan az ország kereskedelmi és kulturális központjává vált és ez kihatott Buenos Aires fejlődésére is. 1777-ben a San Ildefonso-i szerződés alapján a Spanyol Birodalom részévé vált. A spanyol és portugál területi vitáknak 1828-ban lett vége, amikor megalapították az Uruguayi Keleti Köztársaságot. A település alaprajza szabálytalan utcaszerkezete nem a hagyományos sakktábla rendszerű, hanem a terepviszonyokat követi. Legszebb fennmaradt épületeit a 17. és a 19. század között emelték, köztük alacsony, koloniális városi házakat, műhelyeket. Védelmi rendszeréből a San Miguel-, San Pedro- és a Santa Rita- bástyák maradványai tanúskodnak. |                                           |

| | Fray Bentos ipari műemlékei |
| 2015 |                             |
| Kulturális (II)(IV) |                             |
| Védett terület: 273,8 ha, puffer zóna: 2 127,7 ha, hivatkozás: 1464 |                             |
| Az Uruguay folyó partján, az argentin határ melletti Fray Bentos város közelében fekvő ipari létesítmény egy korábbi, 1859-ben húsfeldolgozás céljára alapított épületkomplexum továbbfejlesztése. A gyárat alapanyaggal a közeli, nagy kiterjedésű legelőkön tenyésztett állatok látták el. A helyszínen nyomon követhető a húsfeldolgozás teljes folyamata az alapanyag feldolgozása, csomagolása és szállításra való előkészítése. A gyárépületek egy része a Liebig Extract Meat Company tulajdona volt, ami 1865-től főleg marhahús konzerveket szállított az európai piacokra. Másik része a Anglo Meat Packing Plant vállalathoz tartozott, ami 1924-től már fagyasztott húst exportált. Az itt előállított termékek mennyisége világviszonylatban is jelentősnek számított. A gyár kialakításakor a kor jelentős német technikai eredményeit használták fel, és angol vállalkozók segítségét vették igénybe, hogy termékeiket eljuttassák a világpiacra, többek között az első és második világháborúban harcoló hadseregek számára. A védett épületek közül a legfontosabbak a hűtőraktár, és a magas, téglából rakott kémény, valamint a gyárépületek, a közeli kikötő és a munkások lakóhelyei. |                             |

| | Eladio Dieste munkássága: az atlántidai templom |
| 2021 |                                                 |
| Kulturális (IV) |                                                 |
| Védett terület: 0,56 ha, puffer zóna: 69,5 ha, hivatkozás: 1612 |                                                 |
| Atlántida temploma Estación Atlántida településen található 45 kilométerre Montevideotól. A harangtoronnyal és a földalatti keresztelőkápolnával kiegészített templom előképei az itáliai ókeresztény és középkori egyházi épületek voltak. Az 1960-ban felszentelt modernista stílusú épületegyüttes jellegzetességei vakolatlan téglafalai. A négyszögletes alaprajzú egyhajós építmény falai hullámvonalúak, vékony tetőszerkezete szintén hullámvonalat követ. Az ilyen típusú, rendkívül vékony tetőszerkezetek Eladio Dieste munkásságának legnagyobb eredményei. A különálló henger alakú harangtorony a templom mellett emelkedik közvetlenül a főhomlokzat mellett, míg a földalatti keresztelőkápolna, amely egy központi kerek ablakon át kap természetes fényt baloldalt egy háromszög alakú bejáraton keresztül közelíthető meg. Az épület annak a nyersanyagokkal takarékosan bánó építészeti fejlődésnek a bizonyítéka ami a 20. század második felében valósult meg Latin-Amerika államaiban. |                                                 |

## Elhelyezkedésük
| Colonia del Sacramento Fray Bentos Atlántidai templom |

## Javasolt helyszínek
| Név                                                         | Kép | Típus      | Kritérium     | Év   | Hiv. |
| ----------------------------------------------------------- | --- | ---------- | ------------- | ---- | ---- |
| Isla de Flores kultúrtáj                                    |     | kulturális | II, IV        | 2015 |      |
| Peñarol városnegyed: a történelmi óváros és a vasúti átjáró |     | kulturális | II, III, IV   | 2014 |      |
| La Rambla tengerparti sétány, Montevideo                    |     | kulturális | II, IV, V, VI | 2010 |      |
| Montevideo 20. századi építészete                           |     | kulturális | II, IV        | 2010 |      |
| Chamangá sziklarajzai                                       |     | kulturális | III           | 2005 |      |
| Colonia del Sacramento öble és szigetei                     |     | kulturális | IV, V         | 2005 |      |